# Pareuxoa sanctisebastiani
Pareuxoa sanctisebastiani là một loài bướm đêm thuộc họ Noctuidae. Nó được tìm thấy ở vùng Magallanes và Antartica Chilena của Chile.
Sải cánh dài 26–30 mm. Con trưởng thành bay vào tháng 12.